# Jag kommer
Jag kommer är en låt av den svenska sångerskan Veronica Maggio och den första singeln från hennes tredje studioalbum Satan i gatan från 2011. Låten nominerades till en Grammis i kategorin årets låt, en Grammis som gick till Aviciis låt Levels.

## Inspiration
Maggio förklarade för Uppsalatidningen att albumet är väldigt personligt, men att låtar som Jag kommer inte är känslomässiga att skriva. I en intervju med Nöjesguiden sa Maggio att "Jag kommer är en dubbeltydighet. Man är på väg, helt enkelt. Jag gillar att det är en dubbeltydighet, det är det som är det roliga med låten."

## Topplistor
| Topplista (2011)            | Högsta position |
| --------------------------- | --------------- |
| Norge (VG-lista)            | 12              |
| Sverige (Sverigetopplistan) | 1               |
| Svensktoppen                | 4               |